# Roller Hockey Africa Club Championship
Il Roller Hockey Africa Club Championship è la massima competizione africana di hockey su pista riservata alle squadre di club. La vittoria del trofeo dà diritto di fregiarsi del titolo di squadra campione d'Africa.

## Albo d'oro
| Edizione | Campione            | Finalista          | Finale              | Finale   |
| Edizione | Campione            | Finalista          | Punteggio           | Sede     |
| 1993     | Estrela Vermelha    | Juventude de Viana | Girone all'italiana | Il Cairo |
| 2008     | Juventude de Viana  | Atlético Petróleos | Girone all'italiana | Luanda   |
| 2010     | Académica de Luanda | Juventude de Viana | 3-2                 | Luanda   |

### Vittorie per squadra
| Titoli | Club                | Edizioni vinte |
| 1      | Estrela Vermelha    | 1993           |
| 1      | Juventude de Viana  | 2008           |
| 1      | Académica de Luanda | 2010           |

### Vittorie per nazione
| Titoli | Nazione   | Club vincitori                                         |
| 2      | Angola    | Académica de Luanda (1 titolo), Juventude de Viana (1) |
| 1      | Mozambico | Estrela Vermelha (1 titolo)                            |